# سرايا حمدين (مسلسل)
سرايا حمدين هو مسلسل تلفزيوني مصري عُرض في عام 2018، من بطولة سامح حسين، راندا البحيري، محمد ثروت وإيناس مكي، من تأليف جوزيف فوزي ومن إخراج سيف يوسف.

## قصة المسلسل
تدور أحداث المسلسل حول "حمدين" الذي يرث قصرا عن جده، ويبدأ في استضافة عائلته بالمكان، فتقع لهم العديد من المواقف الغريبة والمثيرة.

## طاقم التمثيل
- سامح حسين: حمدين
- راندا البحيري: قسمت
- محمد ثروت: جد حمدين
- إيناس مكي: جدة قسمت
- عماد رشاد: والد قسمت
- أحمد حلاوة: سليمان / الطباخ
- ياسر الطوبجي: حسام
- إيمان السيد: نسمة/ الشغالة
- ميسرة: تمر حنة
- أمجد عابد: عمرو
- علاء مرسي: بهجت
- أحمد التهامي: حسن
- حسام داغر: شهاب
- نرمين ماهر: نرمين
- هاني حسن الأسمر
- سليمان عيد: ضيف شرف
- دومينيك حوراني
- عبد الإمام عبد الله
- جيهان خليل
- مي حامد
- إبرام سمير
- حامد الشراب
- كارولين عزمي: منى
- أيمن منصور: العسكري شوقي
- محمد أوتاكا
- محمود ترك
- عبد المنعم رياض
- هالة السعيد
- نور المغربي: نور
- وفاء مراس: سعاد
- سلمى المسعودي
- نادية العراقية

## فريق العمل
- إخراج: سيف يوسف
- تأليف وسيناريو وحوار: جوزيف فوزي
- قصة: نهاد وحيد
- إنتاج: بلاك أند وايت (ياسر سليم)
- مدير التصوير: صلاح يعقوب
- موسيقى تصويرية: إسلام صبري